# Sant Vicenç de Torelló
Sant Vicenç de Torelló és un municipi de la comarca d'Osona i està situat al centre de la regió de l'Alt Ter. Aquest municipi és al nord de la Vall del Ges, es fica com un tascó entre els municipis de Sant Pere de Torelló i Torelló. El municipi de Sant Vicenç de Torelló té una extensió de 6,60 km², de forma triangular, i té tres nuclis de població: Sant Vicenç de Torelló, Borgonyà i Vila-seca. Destaca el Castell de Torelló

## Geografia
- Llista de topònims de Sant Vicenç de Torelló (Orografia: muntanyes, serres, collades, indrets..; hidrografia: rius, fonts...; edificis: cases, masies, esglésies, etc).

| Entitat de població    | Habitants (2023) |
| Sant Vicenç de Torelló | 1.556            |
| Colònia Borgonyà       | 366              |
| Colònia Vila-seca      | 161              |
| Font: Idescat          |                  |

El terme de Sant Vicenç de Torelló està format per l'antiga demarcació de l'església de Sant Vicenç i que surt documentada des de l'any 1509. Fins a l'any 1630 formava un sol terme civil amb Torelló i Sant Pere de Torelló, però a partir de l'esmentat 1630 i fins al 1806 estigué només unit al terme de Sant Pere. En aquest any, i per carta del Rei Carles IV, obtingué la total independència municipal pròpia.
L'augment més important de la població va tenir lloc al segle xix, com a causa principal dels dos nuclis que van crear-se dins del municipi de Sant Vicenç, fruit de la industrialització que es va produir a les zones en les quals concorria el riu Ter. Els nuclis que es van formar van ser els que avui coneixem, Vila-seca i Borgonyà. En els darrers anys Sant Vicenç està experimentant grans canvis, de tipus industrial, urbanístic i cultural. El municipi de Sant Vicenç de Torelló l'any 1700 tenia 160 habitants, l'any 1842, en tenia 1357, el 1900 s'arribava a 1534, I actualment al municipi hi ha un total de 1983 habitants.
El Divino de Sant Vicenç de Torelló és una dansa que se celebra en aquesta població i que té un valor singular reconegut per la Generalitat de Catalunya com una festa catalogada.

## Demografia
| 1497 f | 1515 f | 1553 f | 1717 | 1787 | 1857 | 1877 | 1887 | 1900  | 1910  |
| ------ | ------ | ------ | ---- | ---- | ---- | ---- | ---- | ----- | ----- |
| -      | 62     | 12     | 182  | -    | 535  | 646  | 851  | 1.534 | 1.446 |

| 1920  | 1930  | 1940  | 1950  | 1960  | 1970  | 1981  | 1990  | 1992  | 1994  |
| ----- | ----- | ----- | ----- | ----- | ----- | ----- | ----- | ----- | ----- |
| 1.479 | 1.641 | 1.581 | 1.848 | 2.047 | 1.977 | 1.793 | 1.722 | 1.707 | 1.707 |

| 1996  | 1998  | 2000  | 2002  | 2004  | 2006  | 2008  | 2010  | 2012  | 2014  |
| ----- | ----- | ----- | ----- | ----- | ----- | ----- | ----- | ----- | ----- |
| 1.725 | 1.729 | 1.786 | 1.833 | 1.877 | 1.911 | 1.977 | 2.028 | 2.029 | 1.975 |

| 2016  | 2018  | 2020  | 2022  | 2024  | 2026 | 2028 | 2030 | 2032 | 2034 |
| ----- | ----- | ----- | ----- | ----- | ---- | ---- | ---- | ---- | ---- |
| 1.996 | 2.014 | 2.058 | 2.077 | 2.092 | -    | -    | -    | -    | -    |

## Política

### Darreres eleccions municipals
| Candidatura | Candidatura         | Cap de llista | Vots  | Regidors | % vots |
| ----------- | ------------------- | ------------- | ----- | -------- | ------ |
|             | ERC                 | Èric Sibina   | 348   | 3        | 34,49  |
|             | Bloc Municipal      | Elisabet Oró  | 343   | 3        | 33,99  |
|             | Convergència i Unió | Àlex Aragon   | 275   | 3        | 27,25  |
|             | Altres              |               | -     | -        |        |
|             | En blanc            |               | 27    | -        | 2,68   |
| Total       | Total               | 1.025         | 1.025 | 9        |        |